# Marek Gogolewski
Marek Gogolewski (ur. 12 maja 1933 w Piotrkowie Trybunalskim, zm. 30 maja 2015 w Poznaniu) – polski profesor nauk chemicznych, specjalista w dziedzinie nauk o żywności i żywieniu. Uchodzi za twórcę polskiej szkoły związanej z analityką lipidów.

## Życiorys
W 1955 obronił pracę magisterską z chemii na Uniwersytecie im. Adama Mickiewicza w Poznaniu i podjął pracę w Katedrze Technologii Rolnej Wyższej Szkoły Rolniczej w Poznaniu. W 1964 doktoryzował się na podstawie dysertacji Otrzymywanie oraz właściwości biologiczne i przeciwutleniające niektórych tokoferoli o podstawnikach etylowych. W 1973 habilitował się na podstawie pracy Zmiany jakościowe i ilościowe niektórych pochodnych chromanolu w kiełkujących nasionach soi i rzepaku. Od 1975 był docentem, a od 1989 profesorem zwyczajnym nauk rolniczych. Współtworzył Katedrę Biochemii i Analizy Żywności Akademii Rolniczej w Poznaniu, a w latach 1991–2003 był jej kierownikiem. Odbywał długoterminowe staże m.in. na Politechnice Kijowskiej, Królewskim Instytucie Weterynarii w Sztokholmie oraz na Uniwersytecie Korwina w Budapeszcie. Na zjeździe Amerykańskiego Towarzystwa Chemików Tłuszczowych referował polskie osiągnięcia z lipidowej problematyki badawczej.

## Osiągnięcia i odznaczenia
Zostawił po sobie około dwieście oryginalnych prac twórczych, 80 streszczeń konferencyjnych, wypromował dwunastu doktorów, a także opiniował projekty badawcze wykonywane w ramach Komitetu Badań Naukowych.
Był wicedyrektorem Instytutu Żywienia Człowieka AR w Poznaniu (1977–1978), kierownikiem Katedry Biochemii i Analizy Żywności (1991–2003) oraz prodziekanem Wydziału Technologii Żywności (1985–1987).
Otrzymał Złoty Krzyż Zasługi, Krzyż Kawalerski Orderu Odrodzenia Polski, a także medal Zasłużony dla Uniwersytetu Przyrodniczego w Poznaniu.
Został pochowany na Cmentarzu Junikowo w Poznaniu (pole 3-7-B-13).

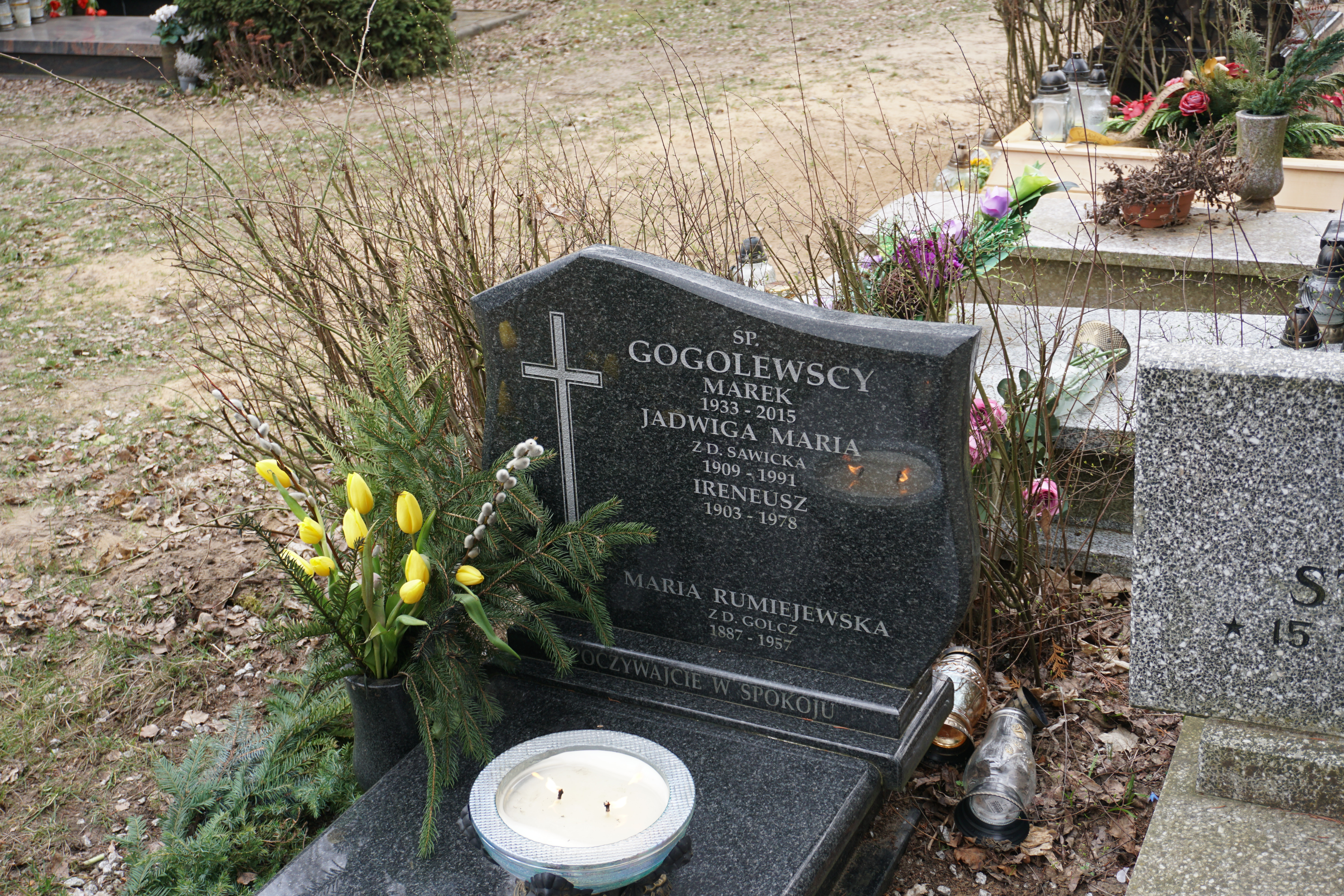
Grób prof. Marka Gogolewskiego na Cmentarzu Junikowskim

## Problematyka badań
Zajmował się głównie problematyką analityki lipidów, a przede wszystkim związkami witamino-E aktywnymi w surowcach roślinnych, zwierzęcych i w żywności. Interesowały go przemiany tłuszczów jadalnych, ich trwałość, wpływ na nie przeciwutleniaczy naturalnych i syntetycznych, a także oddziaływanie synergistyczne różnych związków dodanych do matrycy lipidowej. Przeprowadzał badania na zwierzętach, mające na celu wyjaśnienie nieznanych aspektów metabolizmu i działania tokoferoli in vivo.